# Vincenzo Silvano Casulli
Vincenzo Silvano Casulli (Putignano, 25 de agosto de 1944 - Fonte Nuova, 24 de julho de 2018) foi um astrônomo italiano e prolífico descobridor de asteroides.
O asteroide 7132 Casulli foi assim nomeado em sua homenagem.
1. ↑  «Lutto per per la scomparsa del Dr. Silvano Casulli, era cittadino onorario di Cervara di Roma - ConfineLive | ConfineLive». www.confinelive.it. Consultado em 30 de julho de 2018